# Guarin (abt)
Guarin (Latijn: Warinus, Catalaans: Garí) was een benedictijner monnik en abt in de 10e eeuw.
Guarin was abt van de belangrijke abdijen van Saint-Michel de Cuxa en van Ripoll. Daarnaast was hij abt van nog twee andere abdijen en twee priorijen in Languedoc. Terwijl hij abt van Cuxa was, werd de abdijkerk in mozarabische stijl gebouwd. Hiervoor kreeg hij financiële steun van Seniofred, de graaf van Cerdagne, die van de abdijkerk de grafkerk van zijn familie wilde maken.
Guarin stond in hoog aanzien van het Karolingische hof en hij werd naar het Heilige Land gestuurd om daar de benedictijnse abdijen te inspecteren.